# Arapi u Urugvaju
Arapi u Urugvaju su osobe u Urugvaju s punim, djelomičnim, ili većinskim arapskim podrijetlom, ili osobe rođene na u arapskim zemljama koje žive u Urugvaju. Najbrojnija arapska zajednica u Urugvaju su libanonski doseljenici, koji su se većim dijelom uklopili zadržavši neke običaje, a neki od njih i arapski jezik.
U Urugvaju živi oko 50.000 osoba arapskih korijena, koji su se doselili iz Egipta, Sirije, Libanona i Palestine.
Arapskim kao materinjim priča 500 osoba s urugvajskim državljanstvom, uglavnom na području gradova Chuy i Rivera.
Većinom su kršćani, a manjim dijelom muslimani i židovi.